# Panga ya Saidi
Panga ya Saidi es un yacimiento arqueológico situado en el condado de Kilifi, al sureste de Kenia, a unos 15 km del océano Índico, en las colinas calizas de Dzitsoni. La cueva cuenta con ricos yacimientos arqueológicos que datan de la Edad de Piedra Media, la Edad de Piedra Posterior y la Edad de Hierro. Los yacimientos excavados conservan un registro inusualmente largo de actividades humanas, desde hace unos 78.000 años hasta hace unos 400, una cronología respaldada por la datación por radiocarbono y la datación por luminiscencia ópticamente estimulada. Esta secuencia sitúa a Panga ya Saidi junto a otros yacimientos clave, como Enkapune ya Muto, Mumba Rockshelter y Nasera Rockshelter, que son importantes para comprender el Pleistoceno tardío y la transición de la Edad de Piedra media a la tardía en África oriental.
El potencial arqueológico de Panga ya Saidi fue señalado por primera vez por Robert Soper y posteriormente por Richard Helm. Desde 2010, el proyecto Sealinks, dirigido por Nicole Boivin, ha excavado la cueva. Este proyecto arqueológico interdisciplinar tiene ahora su sede en el Instituto Max Planck para la Ciencia de la Historia Humana, en colaboración con los Museos Nacionales de Kenia. Estas investigaciones han ayudado a establecer la importancia de Panga ya Saidi para comprender la transición tecnológica de la Edad de Piedra Media a la Posterior y la proliferación de objetos simbólicos como herramientas de hueso, ocre grabado y cuentas en el Pleistoceno tardío de África oriental. Se han utilizado la zooarqueología y el análisis de isótopos estables para reconstruir la paleoecología y la subsistencia del Pleistoceno tardío y el Holoceno a partir de restos óseos de animales. Las investigaciones también se han centrado en el papel del yacimiento en las redes agrícolas y comerciales del Holoceno tardío a lo largo de la costa suajili, con cultivos africanos como el mijo perla, animales no autóctonos como la rata negra, cuentas de conchas marinas, cuentas de vidrio y cerámica de Tana documentada en los depósitos de la Edad del Hierro. El ADN antiguo recuperado de un enterramiento de 400 años de antigüedad indicaba que este individuo estaba estrechamente emparentado con los cazadores-recolectores antiguos y actuales de África oriental, incluido el antiguo individuo de Mota (Etiopía).

## Configuración del yacimiento
El yacimiento está situado en la región costera de Nyali, en el sur de Kenia. Esta zona incluye los condados de Kilifi, Mombasa y Kwale. Esta región incluye las tierras altas calizas de Dzitsoni. Trece ríos se extienden por la zona, creando llanuras aluviales y valles aluviales. El entorno medioambiental del lugar forma parte de una transición general de llanuras costeras bajas a tierras altas costeras y a llanuras costeras altas. En la parte septentrional de la región, las llanuras costeras bajas y altas están separadas por una meseta. La parte sur de la región difiere en que las llanuras costeras bajas y altas están divididas por una cordillera costera. Esta cordillera costera está definida por colinas escarpadas y escarpas erosionadas. En cuanto a la vegetación, el lugar está situado en el límite del bosque Arabuko Sokoke, con vistas a la sabana de pizarra, y al oeste del bosque seco de tierras bajas de Coral Rag y del matorral de manglares de las llanuras costeras bajas. La región experimenta dos estaciones lluviosas. La primera va de octubre a diciembre y la segunda de abril a junio.

## Estratigrafía y datación
A partir de una excavación de 3 metros de profundidad en el yacimiento arqueológico, se halló una secuencia de 19 capas divididas por tres límites litográficos en cuatro grupos. El grupo más antiguo estaba formado por las capas 19 - 17 (datadas en 76.000-73.000 años), caracterizadas principalmente por margas arcillosas de color marrón rojizo con fragmentos óseos de conchas de moluscos y mamíferos. La unidad se interpreta como un periodo de ocupación humana esporádica. Las capas 16 - 14 (hace 67.000-59.000 años) consistían principalmente en margas marrones anaranjadas con depósitos de ceniza y clastos de roca madre. Hay una mayor presencia de actividad humana con lítica, fragmentos de hueso y lascas de carbón que aparecen en las Capas 15 y 14. La Unidad II se interpreta como el suelo de un edificio. La Unidad II se interpreta como un nivel de suelo, con derrumbes de paredes y techos acumulados y evidencias de quema. La Unidad III con las capas 13 - 5 (hace 59.000-14.000 años) contiene marga heterogénea con abundantes evidencias de actividad humana y cenizas, con presencia de hogares, quemas, lítica y huecos en el suelo. El límite de la Capa 13/12 hace unos 51.000 años refleja un vacío entre dos fases ocupacionales diferentes. El aumento de la actividad humana se muestra por la concentración de subproductos de ocupación humana, sin embargo la ocupación es intermitente. Por último, la Unidad IV, o capas 4 -1 (hace 8000 años a hace 400 años), consiste en margas sueltas y limosas con depósitos de carbón vegetal, fragmentos óseos, conchas marinas y lítica. Las capas están alteradas, con una degradación de las paredes y el suelo de la cueva que refleja una ocupación humana intermitente (incluyendo un enterramiento y hogares).

## Ocupaciones de la Edad de Piedra Media y Tardía

### Herramientas de piedra
La tecnología lítica, o herramientas de piedra, constituye una parte importante del registro arqueológico de Panga ya Saidi y ha ayudado a los arqueólogos a comprender la transición de la Edad de Piedra Media a la Edad de Piedra Tardía en el yacimiento. Las principales materias primas utilizadas son el cuarzo, seguido del chert y, en raras ocasiones, la piedra caliza. La caliza se utilizaba para técnicas de talla informal. El cuarzo se utilizó preferentemente para la talla bipolar de pequeños núcleos. La preparación de herramientas más formales (para fabricar herramientas Levallois o láminas prismáticas) se realizaba preferentemente en cuarzo. El cuarzo también se reducía con más frecuencia, lo que sugiere que era muy apreciado y conservado, lo que puede indicar que era relativamente más difícil de obtener.
La secuencia tecnológica lítica de Panga ya Saidi ha experimentado importantes cambios a lo largo del tiempo. En los primeros depósitos del yacimiento se han hallado herramientas grandes o medianas fabricadas con materia prima de grano grueso, incluida la caliza, utilizando la técnica Levallois. Estos núcleos, lascas y lascas retocadas de Levallois son típicos de la Edad de Piedra Media en África oriental. Entre hace 72.000 y 67.000 años, los arqueólogos observan una tendencia en el tiempo hacia técnicas de reducción bipolar y herramientas más pequeñas y afiladas, como las hojas prismáticas, fabricadas sobre materia prima de grano fino. La caliza se vuelve rara y el cuarzo, común. El cambio hacia herramientas más pequeñas, un fenómeno conocido como miniaturización, así como los cambios hacia una reducción bipolar y una tecnología de cuchillas más frecuentes, son características típicas de la Edad de Piedra Posterior en África oriental. Con el tiempo, otras formas, como la media luna, también se hacen más comunes.
Sin embargo, los arqueólogos señalan que no se trata de una transición drástica, ya que las técnicas Levallois siguen utilizándose en gran parte de la secuencia de Panga ya Saidi, incluso después de la aparición de nuevas tecnologías. Esto sugiere que la transición de la Edad de Piedra Media a la Posterior no puede describirse en términos simplistas o como un único paquete. Los arqueólogos concluyen que el rasgo definitorio de esta transición en Panga ya Saidi es la miniaturización, más que tipos específicos de herramientas o técnicas de reducción.

### Restos de fauna
En los restos de fauna se encontraron principalmente pequeños bóvidos (como el duiker y el suni), suidos (facóquero y jabalí) y algunos primates como base de la subsistencia, mientras que los restos de fauna marina se utilizan principalmente de forma simbólica en la cultura material (como las cuentas de conchas marinas) hasta el Holoceno, cuando también se utilizaron para el consumo.
Los entornos tropicales como los de la costa oriental de África se consideraban una especie de refugio para las primeras poblaciones humanas, debido a su entorno comparativamente estable y a la abundancia de fauna comestible procedente de la explotación de los entornos cerrados de bosques, arboledas y pastizales.
La zooarqueología y el análisis de isótopos estables demuestran que los entornos alrededor de Panga ya Saidi cambiaron ligeramente con el tiempo. En las primeras capas de la secuencia, eran relativamente frecuentes los restos óseos de pequeños primates y bóvidos de pequeño tamaño que vivían en un hábitat cerrado. Esta zona boscosa inicialmente húmeda experimentó una transición hacia una mayor concentración de pastizales y una disminución de la zona boscosa durante el estadio isotópico marino (EIM) 3, como se observa en el aumento de restos óseos de bóvidos de mayor tamaño. A esto siguió un resurgimiento de las tierras húmedas y boscosas en la transición del Pleistoceno al Holoceno, cuando los bóvidos pequeños volvieron a ser más comunes en los restos faunísticos. Los análisis de isótopos estables de carbono y oxígeno concuerdan con las pruebas zooarqueológicas, indicando que se pasó de ecosistemas más boscosos en el MIS 5 y el MIS 4 a hábitats abiertos en el MIS 3 y, posteriormente, a entornos boscosos y pastizales en el Holoceno. Roberts et al. llegaron a la conclusión de que este entorno heterogéneo permitió al Homo sapiens desarrollar nuevas tecnologías y cultura material.

### Restos humanos
En algunos de los depósitos más profundos de Panga ya Saidi se encontró un segundo molar caduco de un niño, situado en la Capa 18 y datado hace unos 78.000 años (MIS 5). Los análisis de isótopos estables de carbono y oxígeno indican una dependencia de las plantas C3. Dado que se trata de un diente deciduo, esa señal dietética puede reflejar la dieta de la madre del niño en caso de lactancia, o puede reflejar los alimentos que se le daban al niño en caso de destete. La señal de las plantas C3 es coherente con las pruebas zooarqueológicas que demuestran que los principales animales de Panga ya Saidi en las capas más profundas procedían de entornos tropicales boscosos o arbolados.
En 2021 se hallaron pruebas del primer enterramiento intencionado de África. En la cueva de Panga ya Saidi se descubrió la tumba de un niño de tres años de la Edad de Piedra Media, de 78.000 años de antigüedad. Según los investigadores, la cabeza del niño parecía haber sido colocada sobre una almohada. El cuerpo había sido colocado en posición fetal. Sin embargo, este supuesto enterramiento es decenas de miles de años anterior a los enterramientos de las cuevas de Skhul y Qafzeh, en Israel, que pertenecían a poblaciones africanas con la misma tradición cultural lítica africana.

## Ocupaciones de la Edad del Hierro

### Restos de plantas
Durante la Edad del Hierro, Panga ya Saidi tenía principalmente evidencia arqueobotánica de cultivos como el mijo perla y el mijo africano, el sorgo y el baobab. Una fecha de radiocarbono de espectrometría de masas con acelerador directo en una semilla de sorgo indica que este cultivo apareció en Panga ya Saidi entre el 770 y el 950 d. C. Los cultivos presentes en Panga ya Saidi son africanos, introducidos en la región costera desde sus zonas de origen más occidentales. Sin embargo, los cultivos no africanos, como el arroz asiático (Oryza sativa), estaban ausentes en Panga ya Saidi, lo que puede deberse a que el lugar no era un puerto comercial importante a lo largo de la costa; por el contrario, estos cultivos se encuentran en lugares contemporáneos a Panga ya Saidi en las islas de Pemba y Zanzíbar, como Tumbe y Unguja Ukuu.

### Restos de fauna
La expansión de las redes de comercio agropastoril y marítimo durante los últimos 1.300 años de ocupación del yacimiento de Panga ya Saidi, apoyada por los restos faunísticos y botánicos costeros, indica una ocupación prolongada de estos lugares costeros durante la Edad del Hierro tardía. Además, las pruebas de isótopos estables de carbono y oxígeno y los datos zooarqueológicos demuestran que se cazaban bóvidos africanos (como los mencionados anteriormente) y que el entorno era de bosque semicerrado durante la Edad del Hierro.
Panga ya Saidi contenía una alta concentración de restos de múridos, pero principalmente se trataba de roedores locales, y no de la especie no autóctona rata negra asiática (Rattus rattus). Los restos de roedores obtenidos en Panga ya Saidi se identificaron mediante huellas dactilares de colágeno o ZooMS. La mayoría de los especímenes de roedores de Panga ya Saidi eran múridos locales, y el único espécimen confirmado de R. rattus se encontró relativamente cerca de la superficie del yacimiento.

### Restos humanos
El enterramiento de la Edad de Hierro descubierto en Panga ya Saidi fue datado en unos 400 años por radiocarbono AMS directo. La persona enterrada era un varón adulto, enterrado junto a artefactos que incluían cuentas de conchas marinas, pequeñas herramientas de piedra tallada y tiestos de la Tradición Tana. Las pruebas de cultura material y zooarqueología indican que probablemente se dedicaba a la búsqueda de comida. El análisis del ADN antiguo indica que esta persona estaba estrechamente emparentada con otros forrajeadores de África oriental conocidos en la zona, como el individuo de la cueva de Mota (Etiopía) y el actual Hadza. El análisis de los isótopos estables de carbono y oxígeno de uno de los molares permanentes de este individuo indica que se alimentaba de los recursos de los entornos forestales y/o boscosos, sin indicios de dependencia de los cultivos C4 (como el mijo perla, hallado en el yacimiento).